# Hōya
Pour les articles homonymes, voir Hoya.
Hōya (保谷市, Hōya-shi) est une ancienne ville de la préfecture de Tokyo au Japon. Le 21 janvier 2001, elle a fusionné avec la ville de Tanashi pour donner naissance à la ville actuelle de Nishitōkyō.